# Allochernes minor
Allochernes minor är en spindeldjursart som beskrevs av Selvin Dashdamirov 2005. Allochernes minor ingår i släktet Allochernes och familjen blindklokrypare. Inga underarter finns listade i Catalogue of Life.